# Шин, Роман Александрович
Роман Александрович Шин (12 сентября 1948 — 27 июня 2024) — кыргызстанский предприниматель, общественный и политический деятель, депутат Жогорку Кенеша (2005—2014).

## Биография
Родился на ст. Уш-Тобе Талды-Курганской области Казахской ССР, кореец.
В 2004 г. окончил Кыргызский государственный педагогический университет им. Арабаева по специальности «менеджмент».
В 1968—1970 гг. служил в Советской армии.
С 1970 г. — диспетчер-механик, лаборант на заводе физприборов в городе Фрунзе.
В 1980-е годы организовал сельскохозяйственные бригады, работавшие по найму в колхозах и совхозах на условиях хозрасчёта.
В 1988 году учредил кооператив «Сеул». В дальнейшем был учредителем различных частных предприятий, в том числе являлся владельцем сети казино. В 2003 г. создал благотворительный фонд «Роман Шин».
С марта 2005 по 22 октября 2007 года депутат Жогорку Кенеша от партии «Алга, Кыргызстан!», член комитета по бюджету и финансам.
С 20 декабря 2007 по 2 июля 2010 года депутат ЖК КР IV созыва от партии коммунистов, член комитета по экономике, бюджету и финансам.
С 10 ноября 2010 по 2014 г. депутат Жогорку Кенеша КР V созыва от партии «Ата-Журт», член комитета по регламенту Жогорку Кенеша и этике государственных служащих, с февраля 2012 г. член комитета по противодействию коррупции. 15 мая 2013 г. вошёл в группу «За реформу».
Государственный советник 2-го класса.
В 1998—2004 гг. президент Общественного Объединения корейцев Кыргызстана.
Награждён медалью «Данк», золотой медалью Республики Корея за развитие сотрудничества между Кыргызстаном и Кореей, лауреат премий «Туголбай-Ата» и «Рухоният».
Семья: жена, двое детей.
Умер в медицинской клинике в Москве. Похоронен в Бишкеке.